# Brotizolam
Brotizolam, summaformel C15H10BrClN4S, är ett ångestdämpande och lugnande-hypnotiskt preparat som tillhör gruppen Thienotriazolozapiner.
Det har ångestdämpande, antikonvulsiva, hypnotiska, lugnande och skelettmuskelavslappnande egenskaper, och anses vara liknande i effekt som andra kortverkande hypnotiska bensodiazepiner såsom triazolam eller midazolam. Det används vid kortvarig behandling av svår sömnlöshet. Brotizolam är mycket potent och kortverkande hypnotiskt, med en typisk dos som sträcker sig från 0,125 till 0,25 milligram, som snabbt elimineras med en genomsnittlig halveringstid på 4,4 timmar (intervall 3,6–7,9 timmar). Preparatet används inte som läkemedel i Sverige.
Preparatet är narkotikaklassat och ingår i förteckning P IV i 1971 års psykotropkonvention, samt i förteckning IV i Sverige.

## Historik
Brotizolam patenterades 1974 och kom i medicinskt bruk 1984. Det är inte godkänt för försäljning i Storbritannien, USA eller Kanada, men är godkänt för försäljning i Nederländerna, Tyskland, Spanien, Belgien, Luxemburg, Österrike, Portugal, Israel, Italien, Taiwan och Japan. 

## Medicinsk användning
Brotizolam ordineras för kortvarig behandling, 2-4 veckor endast vid svår eller försvagande sömnlöshet. Sömnlöshet kan beskrivas som en svårighet att somna, frekvent uppvaknande, tidiga uppvaknanden eller en kombination av varje. Brotizolam är en kortverkande bensodiazepin och används ibland hos patienter som har svårt att behålla sömnen eller somna. Hypnotika bör endast användas på kort sikt eller tillfälligtvis av dem med kronisk sömnlöshet.
Brotizolam, i en dos av 0,25 mg kan användas som en premedicinering före operation, denna dos befanns vara jämförbar i effekt med 2 mg flunitrazepam som ett premedicineringsmedel före operationen.

## Biverkningar
Vanliga biverkningar av brotizolam är typiska för hypnotiska bensodiazepiner och är relaterade till CNS-depression, såsom somnolens, ataxi, huvudvärk, anterograd amnesi, yrsel, trötthet, försämring av motoriska funktioner, sluddrigt tal, förvirring och klumpighet.
Mindre vanliga biverkningar inkluderar hypotoni, andningsdepression, hallucinationer, illamående och kräkningar, hjärtklappning och paradoxala reaktioner som aggression, ångest, våldsamt beteende etc.
Brotizolam kan orsaka kvarvarande biverkningar nästa dag såsom nedsatt kognitiv och motorisk funktion samt dåsighet. Störningar i sömnmönster kan också uppstå, såsom undertryckande av REM-sömn. Dessa biverkningar är mer sannolika vid högre doser (över 0,5–1 mg).
I kliniska prövningar ger brotizolam 0,125 till 0,5 mg förbättrad sömn vid sömnlöshet på samma sätt som nitrazepam 2,5 och 5 mg, flunitrazepam 2 mg och triazolam 0,25 mg, medan brotizolam 0,5 mg visade sig vara överlägsen flurazepam 30 mg, men sämre än temazepam 30 mg i vissa studier. Brotizolam producerade, vid doser under 0,5 mg till natten, vanligtvis minimal morgondåsighet. Ingen kvarvarande försämring av psykomotorisk prestanda uppstår efter doser inom det rekommenderade intervallet 0,125 till 0,25 mg. Inga allvarliga biverkningar har rapporterats hittills och de vanligaste observerade biverkningarna är dåsighet, huvudvärk och yrsel. Mild återuppkommen sömnlöshet kan förekomma hos vissa patienter när behandlingen avbryts.

## Farmakologi
Brotizolam har i djurstudier visat sig vara en mycket högpotent tiodiazepin. Eliminationshalveringstiden för brotizolam är 3-6 timmar. Det absorberas snabbt och metaboliseras till aktiva metaboliter, varav den ena är mycket mindre potent än brotizolam och den andra är endast närvarande i mycket små mängder i blodet. Därmed har metaboliterna av brotizolam inte signifikant farmakologisk effekt hos människor, men kan medföra försämring av motorisk funktion och har hypnotiska egenskaper.
Brotizolam ökar den långsamma vågljussömnen (SWLS) på ett dosberoende sätt samtidigt som den undertrycker djupa sömnstadier. Mindre tid spenderas i steg 3 och 4, som är de djupa sömnstadierna, när GABAergics som brotizolam används. Bensodiazepiner och tiodiazepiner är därför inte idealiska hypnotika vid behandling av sömnlöshet. Undertryckandet av djupa sömnstadier av någon av dem kan vara särskilt problematiskt för äldre eftersom de naturligt tillbringar mindre tid i djupsömnstadiet.